# Manubrio Gazda

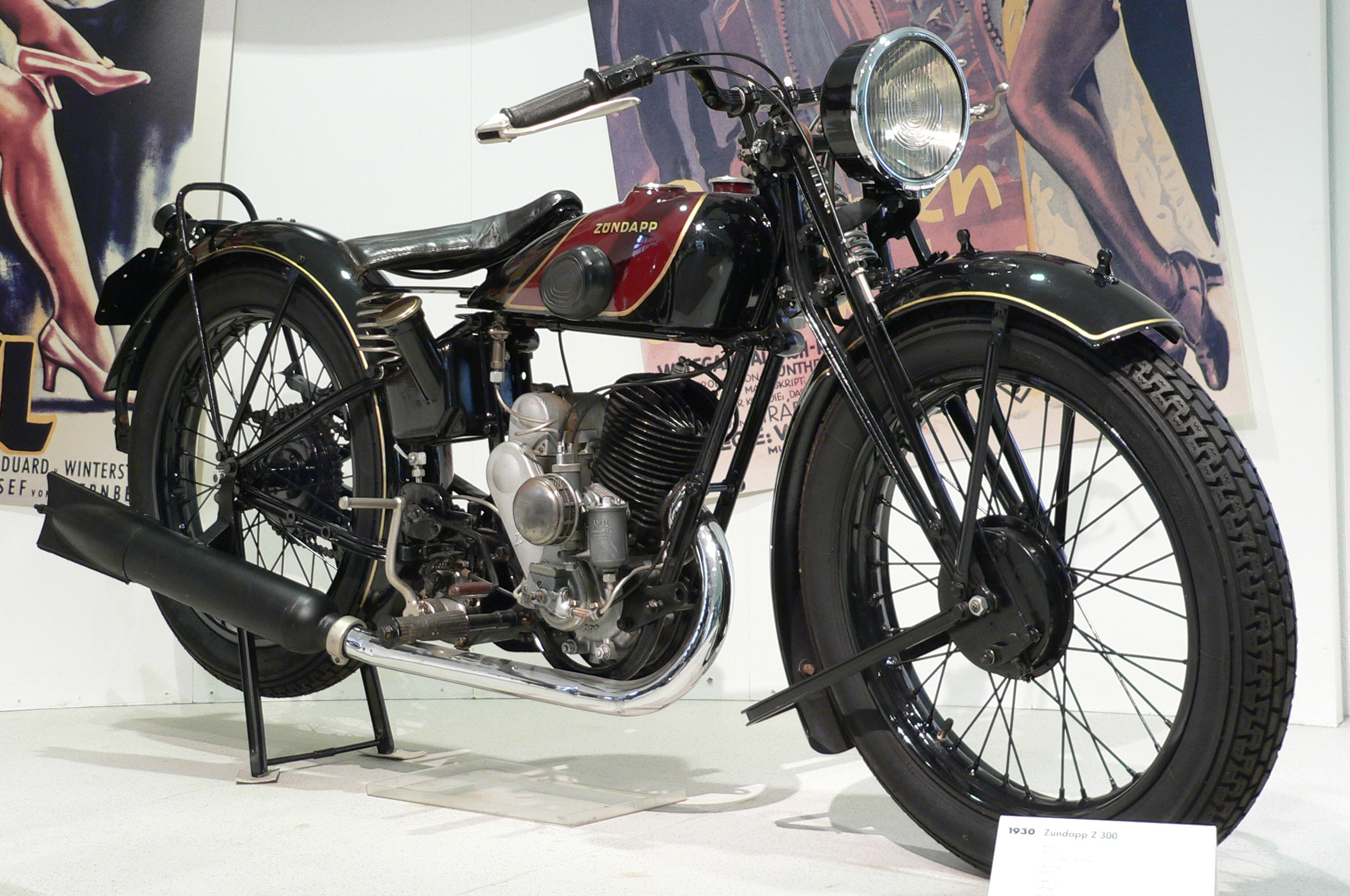
Zündapp Z300 con manubrio tipo Gazda

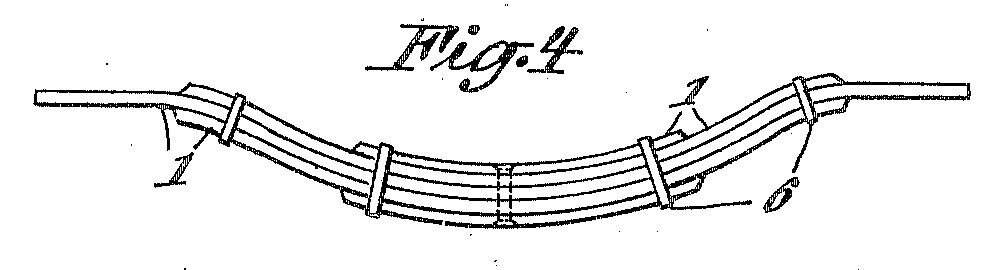
Disegno del brevetto statunitense US Patent US1719007 di Anton Gazda

Negli anni '20 del XX secolo venne inventato da Anton Gazda il manubrio Gazda per motociclette.
Il manubrio era basato su una molla a pacco di foglie d'acciaio (balestra) come ammortizzatore per attutire le disconnessioni delle strade che si ripercuotevano sulla ruota anteriore e di conseguenza sul manubrio. All'epoca le strade sconnesse non permettevano viaggi comodi e tale ausilio fu molto diffuso in quanto si aggiungeva al sistema di sospensioni tradizionale delle motociclette dell'epoca.